# Agenium villosum
Agenium villosum là một loài thực vật có hoa trong họ Hòa thảo. Loài này được (Nees) Pilg. mô tả khoa học đầu tiên năm 1938.